# Rouillé
 Rouillé  es una población y comuna francesa, situada en la región de Poitou-Charentes, departamento de Vienne, en el distrito de Poitiers y cantón de Lusignan.

## Demografía
| 2290 | 2157 | 2182 | 2111 | 2121 | 2128 |
| Para los censos de 1962 a 1999 la población legal corresponde a la población sin duplicidades (Fuente: INSEE [Consultar]) |      |      |      |      |      |